# うさBちゃん
うさBちゃんは、JR東日本京葉車両センターの公認キャラクターである。モチーフはうさぎのぬいぐるみ。

## 概要
京葉線や武蔵野線の車両のドアステッカーに描かれているキャラクターであり、2014年に登場した。ドアステッカーのイラストでは、ドアに挟まれていたそうにしており、また、ぬいぐるみのため、腕がちぎれて中の綿が見えている。

## ドアステッカー以外の使用
海浜幕張～新習志野間の京葉車両センターの車体洗浄機には、うさBちゃんのイラストとメッセージが描かれており、うさBちゃんの気分や季節でメッセージが変わる。
千葉支社の社員から貰える、子供向けシールにも登場している。